# Novo Selo Žumberačko
Novo Selo Žumberačko – wieś w Chorwacji, w żupanii zagrzebskiej, w mieście Samobor. W 2011 roku liczyła 24 mieszkańców.